# Réservoir de stockage
Un réservoir de stockage, ou simplement réservoir, est un récipient conçu pour contenir, stocker ou conserver une matière à l'état solide, liquide ou gazeux — céréales, coke de pétrole, azote liquide, eau, butane en bouteille, etc..
Les réservoirs peuvent être désignés sous des termes spécifiques selon leur usage ou leurs caractéristiques : ceux destinés à accueillir des liquides, comme l’eau ou le vin, sont appelés châteaux d'eau, citernes ou cuves ; tandis que ceux destinés à contenir des aliments sont nommés silos. Ils sont généralement fermés voire étanches, isolants ou sous pression lorsqu'ils contiennent des liquides ou des gaz. Ils sont utilisés dans divers domaines tels que l'industrie pétrolière, chimique, alimentaire, pharmaceutique, et d'autres secteurs où le stockage de grandes quantités est nécessaire.
Leurs caractéristiques varient en fonction de leur usage spécifique : ils se distinguent par leur taille, leur forme (rectangulaire, sphérique, etc.), leurs matériaux (acier, béton, etc.), leur emplacement géographique, etc.. Ils peuvent être immobiles : installés à la surface du sol, au-dessus du sol, enterrés ou immergés, ou en mouvement : installés dans des véhicules terrestres, aériens, marins ou spatiaux (voiture, bâtiments, fusée, etc.).

## Galerie

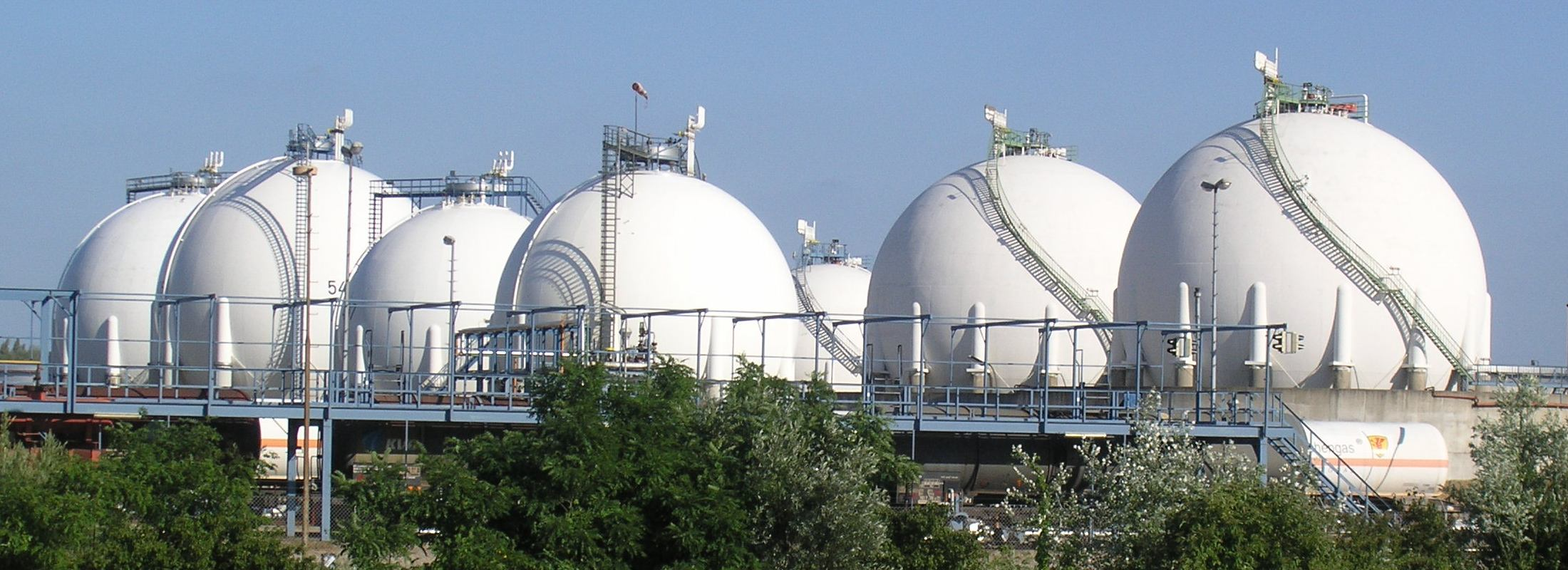
Sphères de la raffinerie MiRO à Karlsruhe en Allemagne
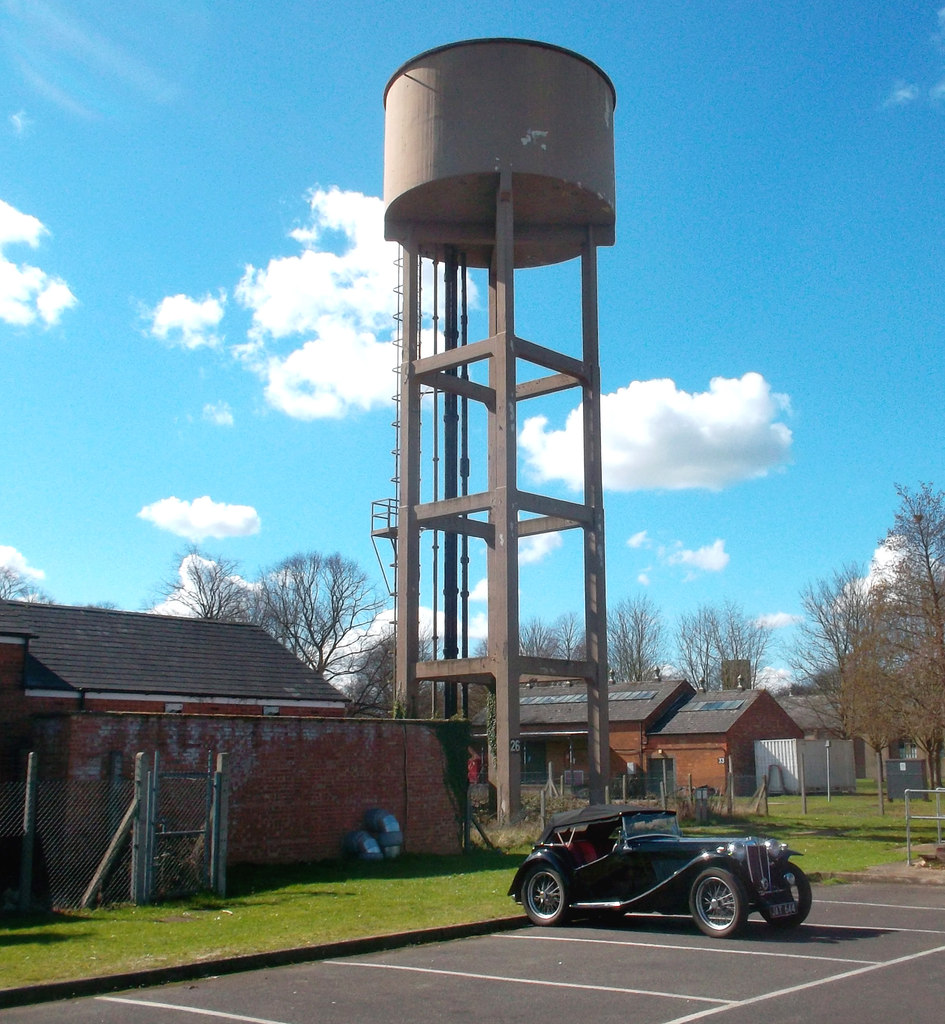
Citerne à St. Helen Without en Angleterre
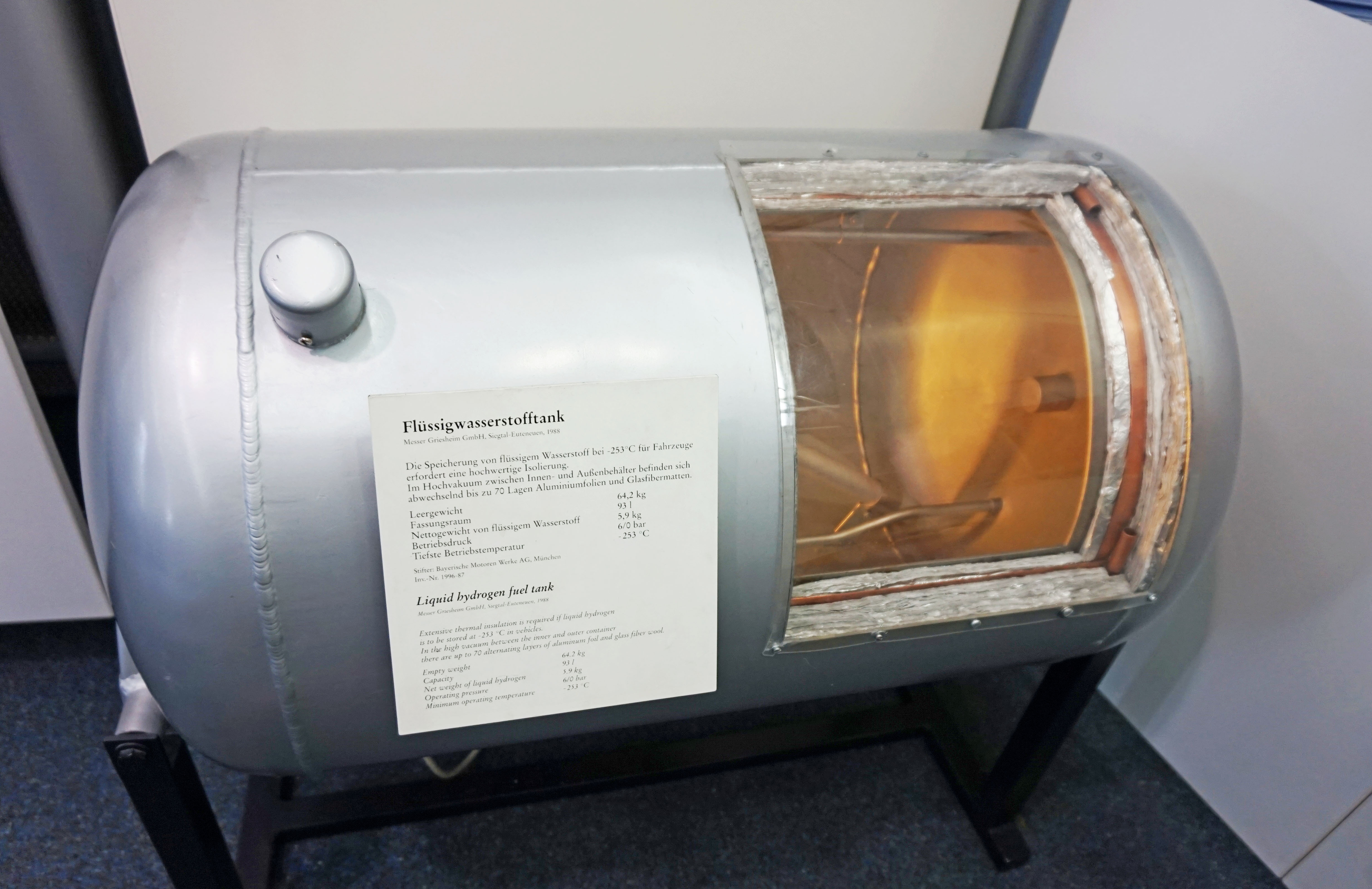
Réservoir à hydrogène (-253°C) exposé au Deutsches Museum à Munich en Allemagne
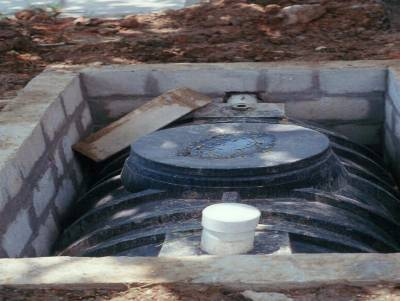
Réservoir installé dans une fosse septique
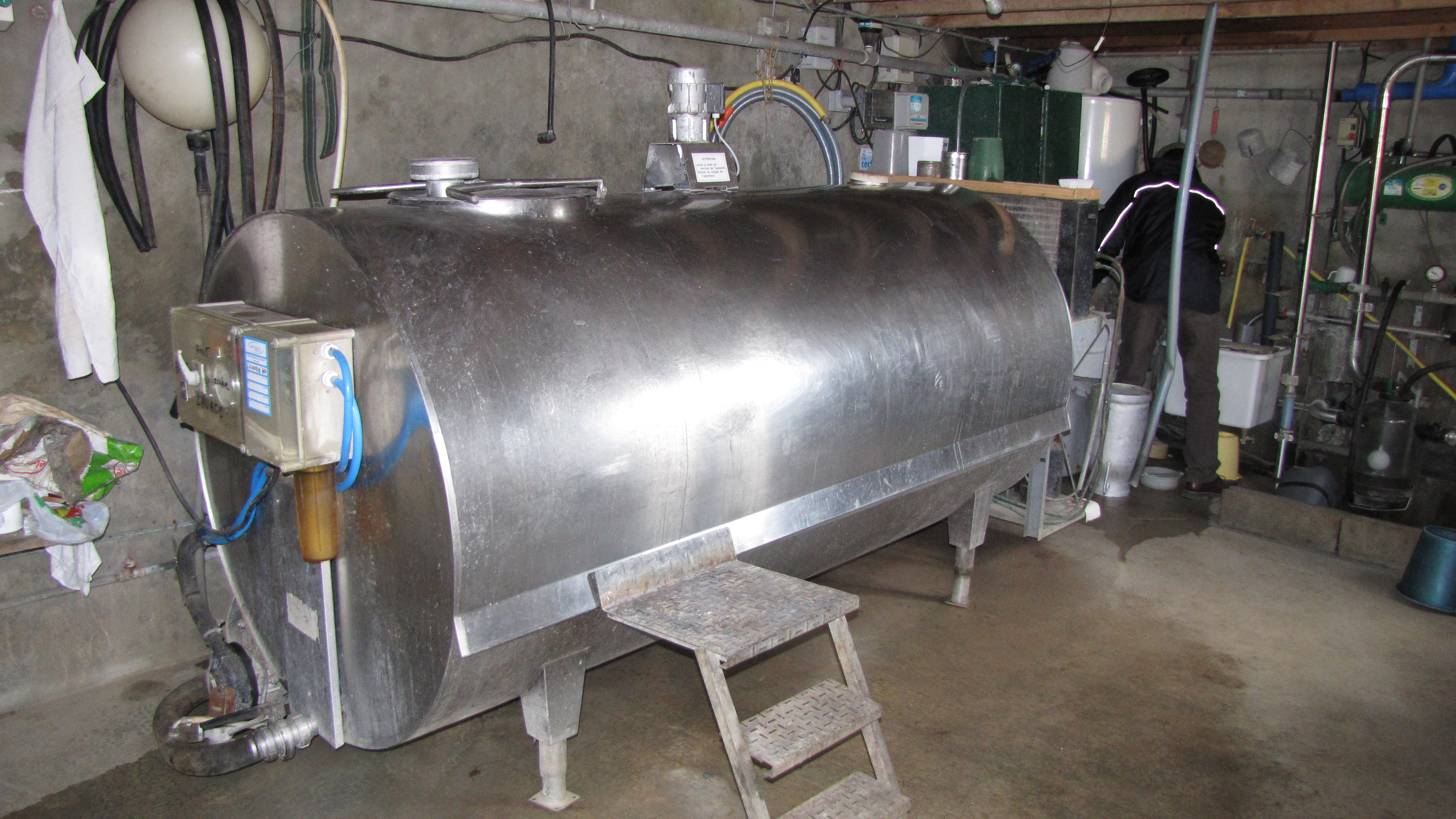
Réservoir, ou tank à lait, de la Coquerie à Neuvy-Au-Houlme en France
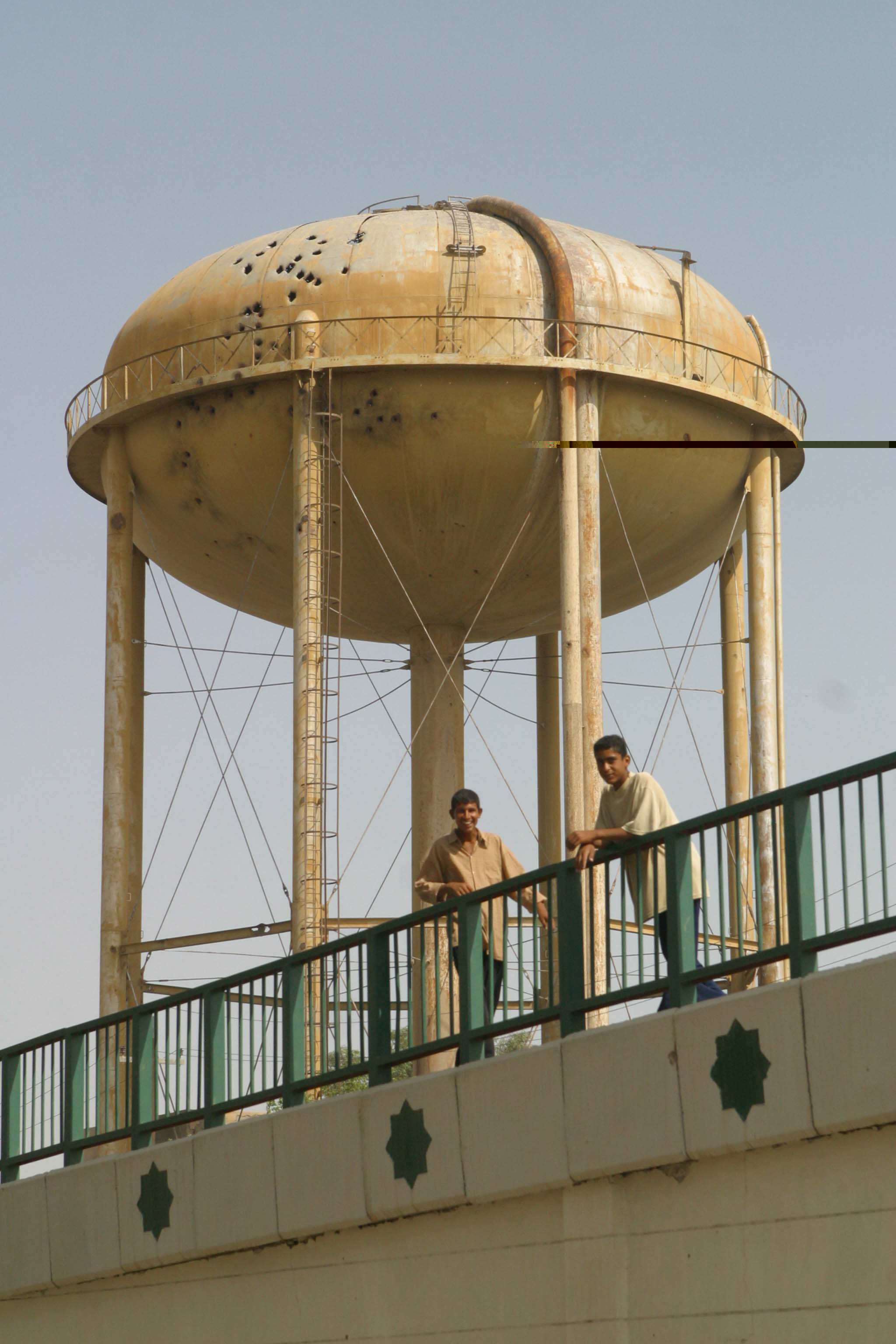
Château d'eau à Nasiriyah en Irak
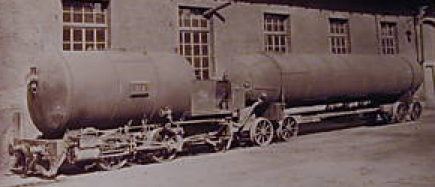
Locomotive à air comprimé - tunnel du Saint-Gothard vers 1875.

### Liens connexes
- Cuve
- Stockage de l'énergie
  - Stockage de l'hydrogène
  - Stockage du pétrole et du gaz